# 海王丸 (初代)
海王丸（かいおうまる、英語: Kaiwo Maru）は、日本の航海練習船で大型練習帆船。
本項では、1930年（昭和5年）に竣工した初代を取り扱う。初代海王丸は同年の進水後、約半世紀にわたり「海の貴婦人」として親しまれ、1989年（平成元年）に引退。海王丸II世がその後を引き継いだ。姉妹船として初代日本丸がある。
現在、富山県射水市海王町の「みなとオアシス海王丸パーク」内で展示・公開されている。

## 船歴

### 日本丸と海王丸の誕生
1927年（昭和2年）3月、鹿児島県立商船水産学校の練習船「霧島丸」が宮城県金華山沖にて暴風雨のため沈没、乗組員および生徒の合計53名が全員死亡するという惨事が発生した。この事故が契機となり、翌1928年（昭和3年）、大型練習帆船2隻の建造が決定された。2隻の建造費は合計182万円、当時の国家予算（軍事費および国債費を除いた一般会計予算：約8億7000万円）からすると破格の大型プロジェクトであった。
設計はスコットランドのラメージ・エンド・ファーガソン、建造は神戸の川崎造船所艦船工場（現在の川崎重工業船舶海洋ディビジョン神戸工場）が担当した。1930年（昭和5年）1月27日に進水した第1船は「日本丸」、同年2月14日に進水した第2船は「海王丸」と名付けられ、これら2隻は文部省航海練習所の所管となった。海王丸はこの年の10月から12月にかけてミクロネシアのトラック島へ第1回遠洋航海を行っている。その後、太平洋を中心に訓練航海に従事した。

### 太平洋戦争
1942年1月1日、航海練習所は逓信省へ移管。
太平洋戦争が激化した1943年（昭和18年）に帆装が取り外され、また、船体を灰色に塗り替えられ、石炭の輸送任務に従事した。同年4月に航海訓練所が設立されたことで海王丸ら練習船は航海練習所から航海訓練所の所属となった。

### 戦後
戦後は海外在留邦人の復員船として27,000人の引揚者を輸送した。その中には漫画家のちばてつやも含まれている。1955年（昭和30年）には、帆装の再取り付けがなされ、また船体も白く塗りなおされ、「海の貴婦人」と呼ばれた元の姿を取り戻した。1956年（昭和31年）春には米国ロサンゼルスに向け、戦後初の遠洋航海を行った。その後、1960年（昭和35年）の日米修交百年祭参加遠洋航海、1961年（昭和36年）のロス - ホノルル間国際ヨットレース参加遠洋航海、1967年（昭和42年）のカナダ建国百年祭参加遠洋航海を始め、数多くの遠洋航海を行った。1974年（昭和49年）以降は老朽化が進んだため、遠洋航海の規模縮小を余儀なくされた。
1981年（昭和56年）10月29日、海王丸が富山新港に入港し、10月31日と11月1日に一般公開された。

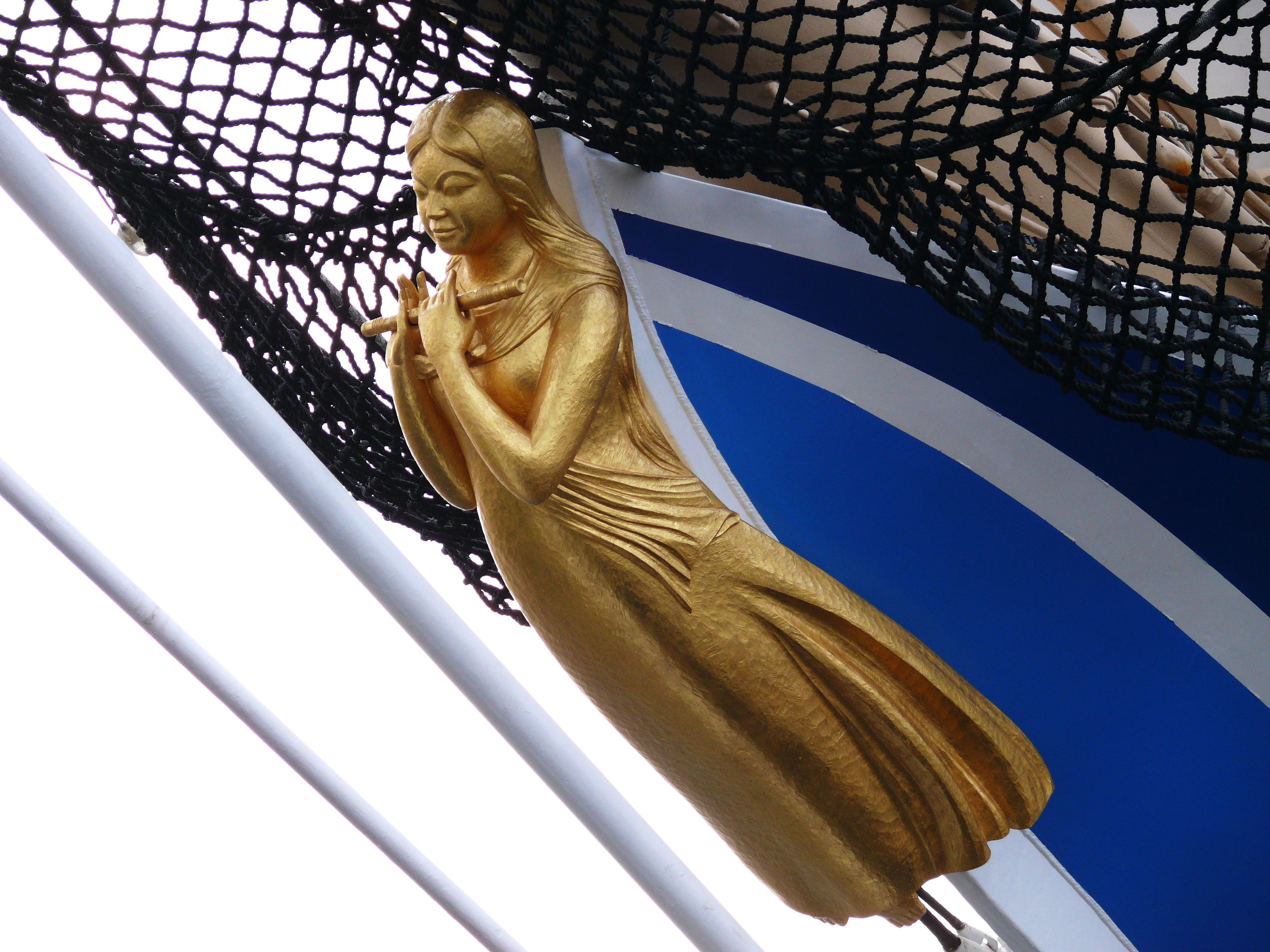
船首像の紺青（II世引継後）

日本丸、海王丸には船首像がなかったが、1985年（昭和60年）に日本丸II世が就航した際に、日本丸II世と海王丸に船首像が取り付けられた。これらの船首像は東京芸術大学の西大由教授によって制作されたものである。日本丸II世の船首像は手を合わせて祈る女性の姿をした「藍青」、海王丸の船首像は横笛を吹く女性の「紺青」である。

### 引退
1989年（平成元年）9月16日に退役。海洋練習船としての役割は、船首像の「紺青」と共に海王丸II世に引き継がれた。
引退後の引取先として、日本各地の自治体が名乗りを上げ、最終的に富山県と大阪市が残った。両者の協議により、5年交替で伏木富山港 新湊地区（富山新港）と大阪港に係留することとなり、富山県と大阪市が共同で設立した財団法人帆船海王丸記念財団（現 財団法人伏木富山港・海王丸財団）へ払い下げられた。先に1990年（平成2年）4月9日、現在地より約1 km離れた富山新港の埠頭に係留され、同年4月28日より一般公開を開始、1992年（平成4年）7月5日には専用の係留・展示施設である海王丸パーク（後節）が開場した。一方で大阪市は、1993年（平成5年）に練習帆船「あこがれ」を就航。大阪市は海王丸から手を引き、1994年（平成6年）4月に海王丸は富山新港に恒久的に係留されることが決まった。
係留保存された後も、平水区域を航行区域とする船舶として船舶安全法に基づく定期検査を毎年受検し（ただし、入渠・上架による検査は緊急の必要性が生じない限り省略とし、係留場所での水中検査を実施）、船舶検査証明書が交付されており、船長以下乗組員も任命・配置されている。
1997年（平成9年）、ドックに移して補修が実施された。ドック入渠の後に、普段は見られない船底などの見学会も行われた。2012年にも老朽化のために大規模修繕が実施された。新日本海重工業のドック（富山市西宮町）で修繕が実施され、4億5000万円を必要とした。
2018年（平成30年）7月20日、日本船舶海洋工学会が初代海王丸を「ふね遺産」第11号に認定した。

## 設計
4檣バーク型帆船で、メインマストの水面からの高さは46 m、総帆数29枚（総面積2,050平方メートル）である。ディーゼル機関を備え、機走も可能とされた。

## 海王丸パーク

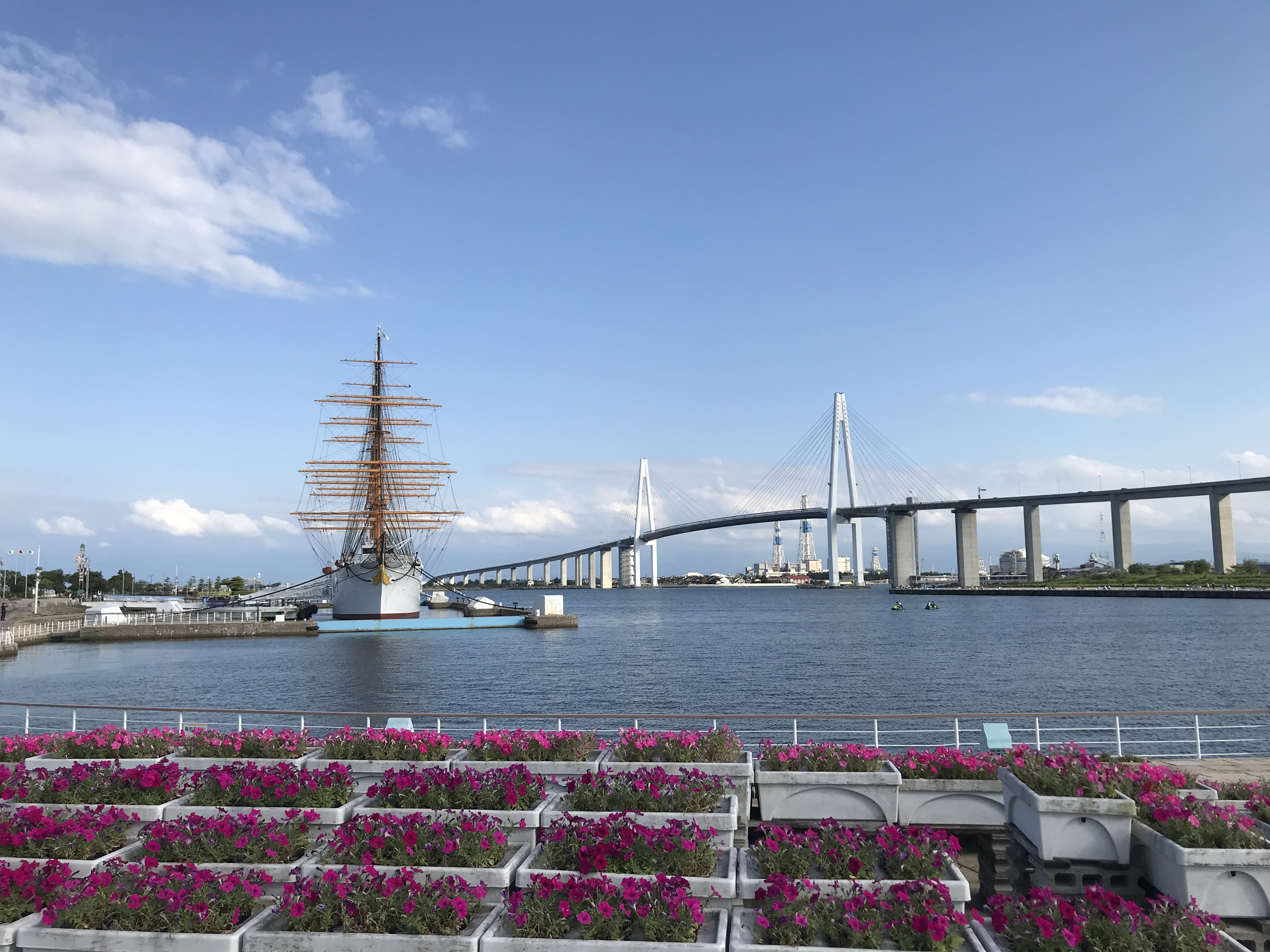
新湊大橋と海王丸

海王丸が現在展示されている富山県射水市海王町の公園で、「みなとオアシス海王丸パーク」としてみなとオアシスに登録されている。海王丸がこの地に保存されているのは、海王丸で多くの「海の男」が育った旧富山商船高等専門学校（現在の富山高等専門学校射水キャンパス）が近くにあるからである。
伏木富山港の新湊地区（富山新港）内に建設され、1989年（平成元年）9月に退役した航海練習船海王丸の係留・展示施設として、1990年（平成2年）12月に着工、1992年（平成4年）7月5日の「日本海交流センター」設置を以てオープンした。設置は富山県が行い、管理運営は伏木富山港・海王丸財団が行っている。当初は大阪市と交互に展示することになっていたが、「海の貴婦人」は管理運営の金銭的負担が大きいために、大阪市が誘致を断念し、そのまま新湊地区に保存されることになった。冬季を除き、月1くらいで10回ほどボランティアによる総帆展帆（そうはんてんぱん。帆を全て展げるイベント）並びに登檣礼が行われ、多くの観光客が集まる。また冬季には普段非公開のエンジンルームや船の見学会が日時限定で開催される。
様々なイベントが開かれ、1992年（平成4年）にはソプラノの金川睦美などによってベートーヴェンの『交響曲第9番』が演奏されている。
公園内並びに近隣は海王丸の展示を中心に、広場・飲食店・売店・研修施設などで構成されている。近くにはバードパーク、「新湊きっときと市場」などがあり、2012年（平成24年）9月に開通した新湊大橋と立山連峰を背景にしたパノラマは人気になっている。海王丸の進水日がバレンタインデーの2月14日であることから、恋人の聖地に認定されている。タイムベルを鳴らして祝う船上結婚式も受け付けている。
2014年（平成26年）には世界で最も美しい湾クラブの世界で最も美しい湾に富山湾が選ばれて、11月に記念モニュメントが建てられた。また2006年7月15日には、海王丸II世が寄港し、両船が初めて揃っている。
2015年（平成27年）10月25日に、第35回全国豊かな海づくり大会が富山県で行われ、同パークで天皇・皇后臨席にて海上歓迎・稚魚放流行事、また、海王丸の総帆展帆並びに登檣礼が行われた。
2015年（平成27年）より2018年（平成30年）まで、タモリが名誉会長を務めるヨットレース「タモリカップ」が同パークと富山新港対岸にある富山県新湊マリーナを会場に、毎年7月中旬に行われていた。
交通アクセス
- 北陸自動車道小杉ICから車で20分
- 国道8号 鏡宮（かがのみや）立体交差から北に向かって車で10分
- 万葉線新湊港線海王丸駅から徒歩5分

入園料金
無料。海王丸に入る場合は400円。
舞台とした作品
- 映画

『八十日間世界一周』の上編終末、横浜発サンフランシスコ行の「ジェネラル・グラント号」のシーンで初代海王丸が登場している。劇中で一瞬「海王丸」と書かれた船名を船首に見ることが出来る。
- アニメ

『神のみぞ知るセカイ』第2期7話、ちひろ編の舞台である。